# Clark Clifford
Pour les articles homonymes, voir Clifford.
Clark McAdams Clifford, né le 25 décembre 1906 à Fort Scott (Kansas), et mort le 10 octobre 1998 à Bethesda (Maryland), est un homme politique américain. Membre du Parti démocrate, il est secrétaire à la Défense entre 1968 et 1969 dans l'administration du président Lyndon B. Johnson.